# Бодегон

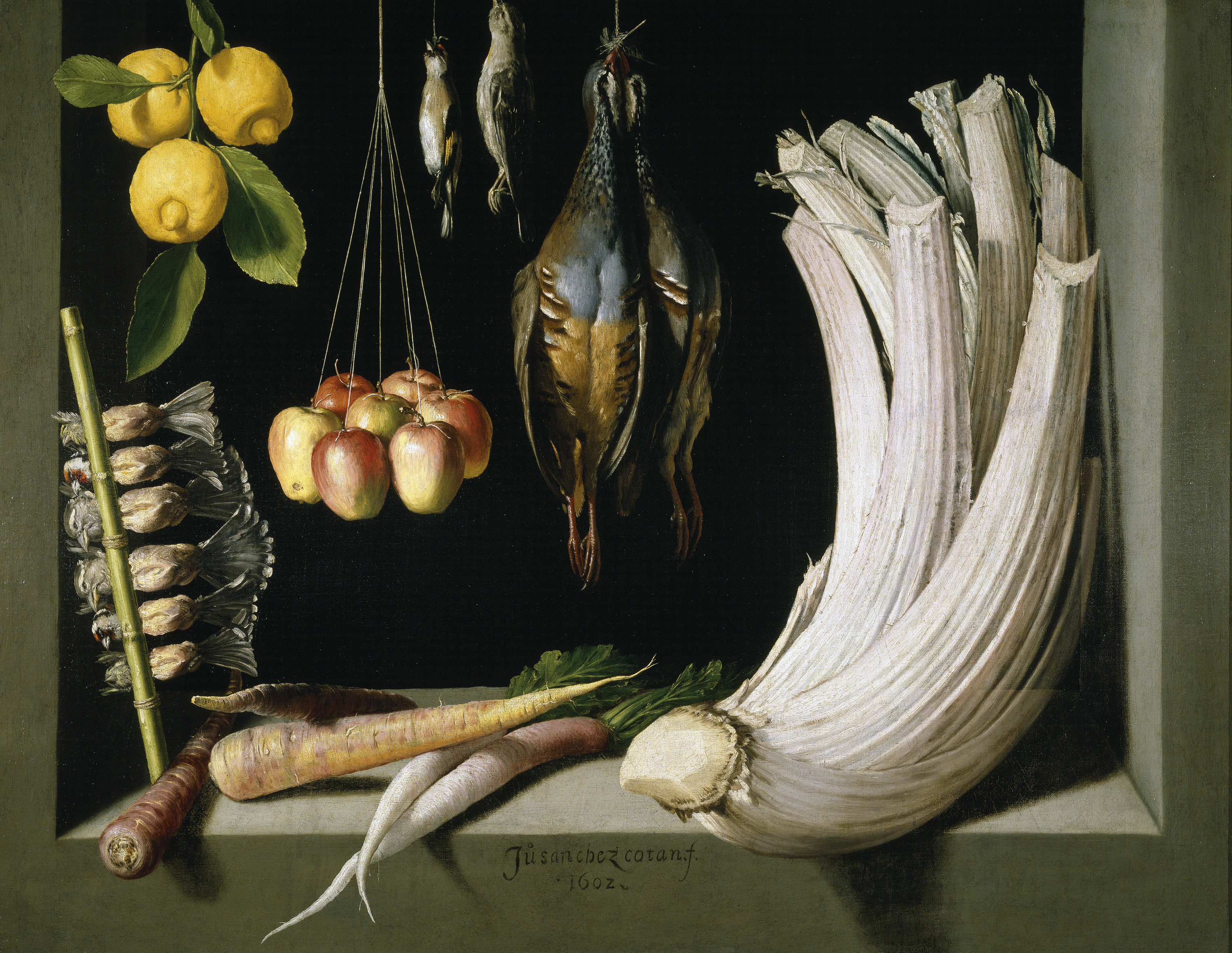
Хуан Санчес Котан, «Натюрморт з дичиною, овочами і фруктами», 1602, Музей Прадо, Мадрид

Бодего́н (ісп. bodegón «корчма», «комора», «кухня») — жанр іспанського живопису переважно XVII ст. і, окремо, художники Іспанії XVII століття, що створювали картини в жанрі натюрморт, з речами повсякденного побуту, іноді з людським фігурами (бодегон) та квіткові натюрморти (флореро).

## Опис
Бодегон зародився у XVI ст. на основі італійських зразків живопису під впливом моди на реалізм епохи бароко. З самого початку він був «низьким» жанром тому, що зображав побутовість (сирі овочі та фрукти, забитих тварин та дичину й усе, що можна було знайти у коморі простолюдина) та ринкові сцени за участі простого люду. Звернення до «низького» жанру було реакцією на витонченість італійського маньєризму. 
Жанр не вважався шляхетним, позаяк його теми не були зі священної історії чи античності і не були суто портретами, хоча були бодегони разом із людськими фігурами. Іноді у бодегон включали побутові сценки (Франсіско Баррера, «Алегорія осені» з фігурою віслюка та селянина-збирача винограду, Дієго Веласкес «Жінка готує яєчню») або алегоричну фігуру (Франсіско Баррера, «Алегорія весни», Музей красних мистецтв, Севілья).
Іспанські натюрмоти XVII століття абсолютно не схожі на барокові натюрморти майстрів Фландрії, навіть коли зображували фрукти чи квіти. Барокові натюрморти іспанських майстрів суворі, часто на темному або нейтральному тлі, в них нема навіть натяків на насолоди життям або уславлення плодючих сил природи. У випадках копіювання барокових композицій фламандських майстрів з квітковими гірляндами, іспанські майстри розміщли в центр композицій біблійний сюжет або пейзаж(Хуан де Арельяно).
Бодегони іспанських художників часто подавали побутові речі бідних або надто небагатих верств населення — простий керамічний посуд, звичну для іспанців городину, плетені кошики тощо. Побутовість речей часто підкреслена і побутовими ситуаціями (Алехандро де Лоарте, «Продана курка», Дієго Веласкес «Водонос» 1621 р., Алехандро де Лоарте, «Мандрівний продавець картин», 1670 р.) Аристократичні за характером натюрморти з коштовними тканинами і експортним посудом створювали одинаки, серед них Хуан ван дер Хамен і Леон, фламандець за батьком. Тому бодегон мав надто мало прихильників серед споживачів-аристократів і колекціонерів живопису. Але його художня вартість, котру прогавили сучасники, зросла з часом до рівня національного надбання.

## Особливості жанру
За особливостями атрибуції, картини жанру бодегон поділяються на два типи: 
- Натюрморт — застигле зображення переважно сирих овочів, фруктів, тварин і птахів, організованих у обмеженому просторі особливим чином. Натюрморт включає в себе піджанр флореро — квіткові натюрморти. Розміщення предметів у натюрмортах є випадковим, без символічного підтексту

- Сцени у трактирі чи лавці, де самотність натюрморту розбавлена побутовою сценою за участі людей (переважно, простолюдинів). Цей тип живопису характерний для творчості Дієго Веласкеса, який хоч і не був бодегоністом, проте зробив значний внесок у розвиток жанру.

Типовими особливостями жанру, незалежно від атрибуції, є властива живопису епохи бароко напівтемрява з тьмяним теплим джерелом світла та контрастними світлими плямами, деталізація контурів фігур та текстур, натуралізм. 

## Майстри
Першим іспанським майстром бодегону вважається Хуан Санчес Котан (1560–1627), який зобразив  композиції з необроблених натуральних продуктів, розташованих хаотичним чином на темному фоні. Для бодегонів Котана характерне використання тьмяних, неконтрастних кольорів зображуваних предметів, простота і невибагливість подачі
Про життя художника відомо  мало. Народився від у провінції Толедо у 1560 році, протягом 20 років працював у власній майстерні художником. У 1603 році майстерня Котана припинила роботу а сам художник подався у картезіанський монастир Санта-Марія дель Пілар. У 1612 році він прийняв чернецтво. Будучи ченцем він продовжив займатися живописом, створюючи картини на релігійну тематику.

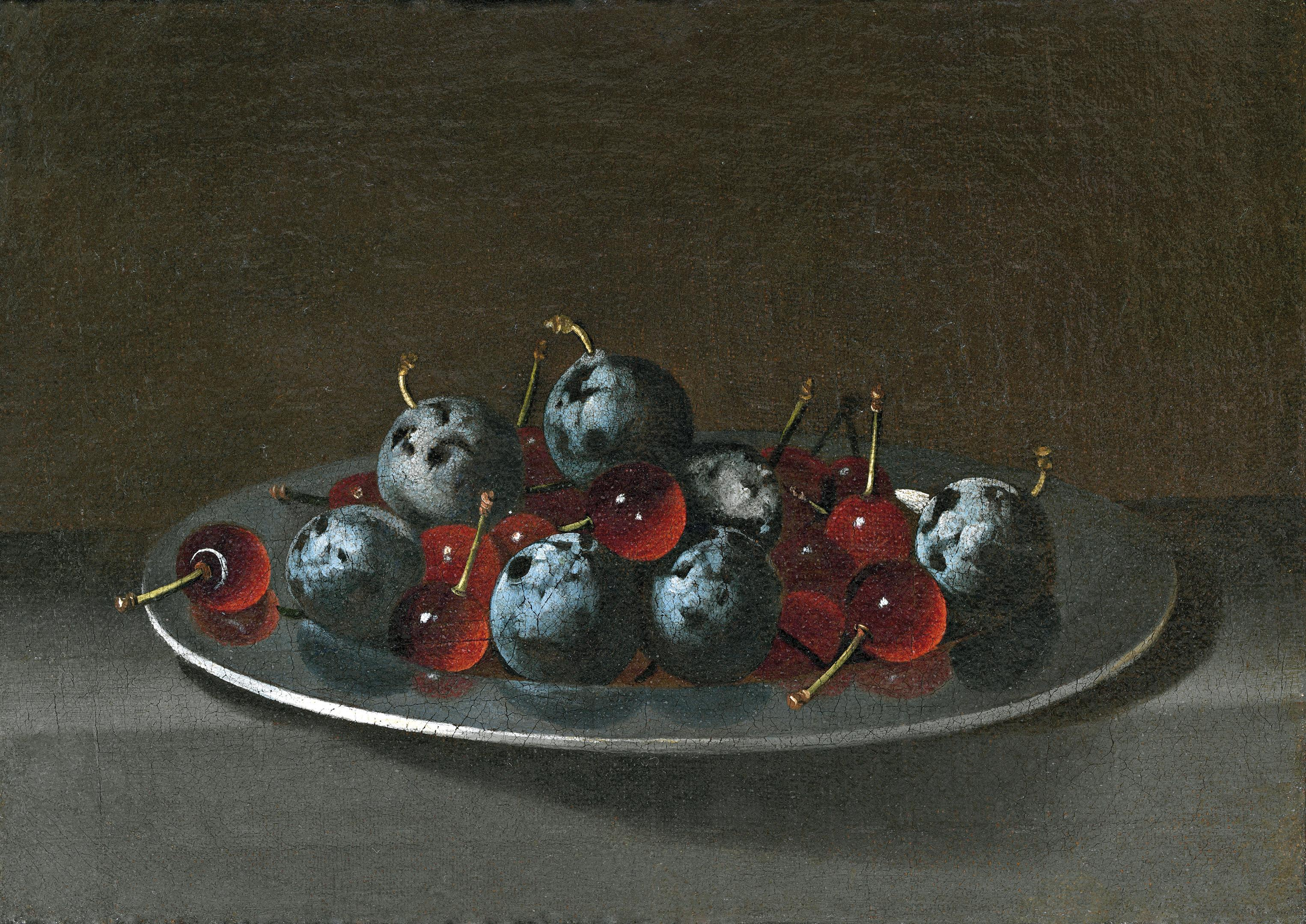
Сливи та вишні, Хуан ван дер Амен

Ще одним талановитим представником майстрів іспанських натюрмортів є Хуан ван дер Амен (1596–1631). Народився у Мадриді в родині придворного при іспанському королівському дворі. Статус та репутацію він отримав у 1619 році, коли його роботи було придбано для королівського палацу Ель-Пардо. 
Митець працював у багатьох жанрах. Серед його робіт портрети іспанських вельмож та кардиналів, бодегон, картини історичного змісту, релігійні роботи. 
Його видатними досягненнями у жанрі бодегон стали введення квіткового натюрморту (флореро) та використання яскравих кольорів на противагу Котану — за Хуана ван дер Амена палітра кольорів бодегоністів стає барвистішою. Художник також був популяризатором жанру натюрморт.
Особливе місце серед іспанських бодегоністів посідає Хуан де Еспіноза (прац. між 1628—1659). Його натюрморти відрізняються від суворого іспанського живопису. Він не надавав великого значення різким контрастам та темному фону. Бодегони авторства Еспінози виглядають «живішими» та яскравішими, ніж роботи ван дер Амена чи Котана.

## Головні представники
- Хуан Санчес Котан (1560—1627)
- Томас Єпес (1595—1674)
- Феліпе Рамірес (прац. між 1628—1631)
- Франсіско Баррера (бл. 1595—1658)
- Алехандро де Лоарте (бл. 1590—1626)
- Антоніо Понсе (1608—1677)
- Хуан ван дер Амен (1596—1631)
- Блас де Ледесма
- Хуан Фернандес («Ель Лабрадор») (1629—1657)
- Хуан де Еспіноса (прац. між 1628—1659)
- Хуан де Арельяно (1614—1676)
- Бартоломе Перес де ла Дехеса
- Педро де Кампробін (1605—1674)

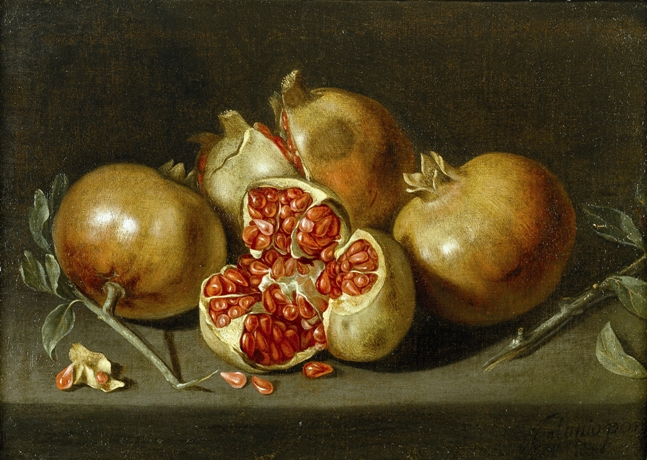
Антонио Понсе, «Гранати», Музей Прадо, Мадрид
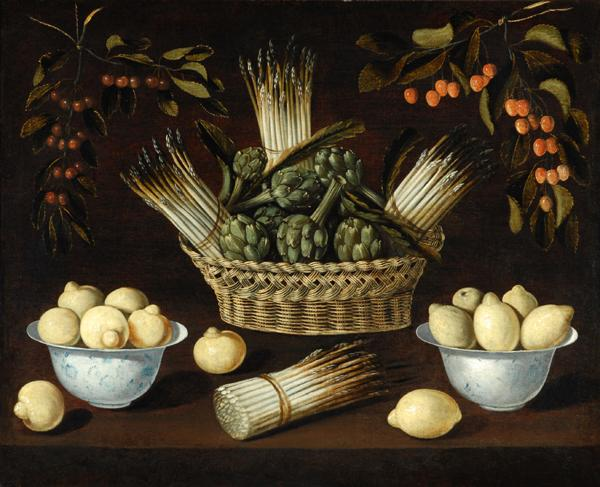
Блас де Ледесма, «Артишоки та лимони», 1602, Музей Бовз, Англія
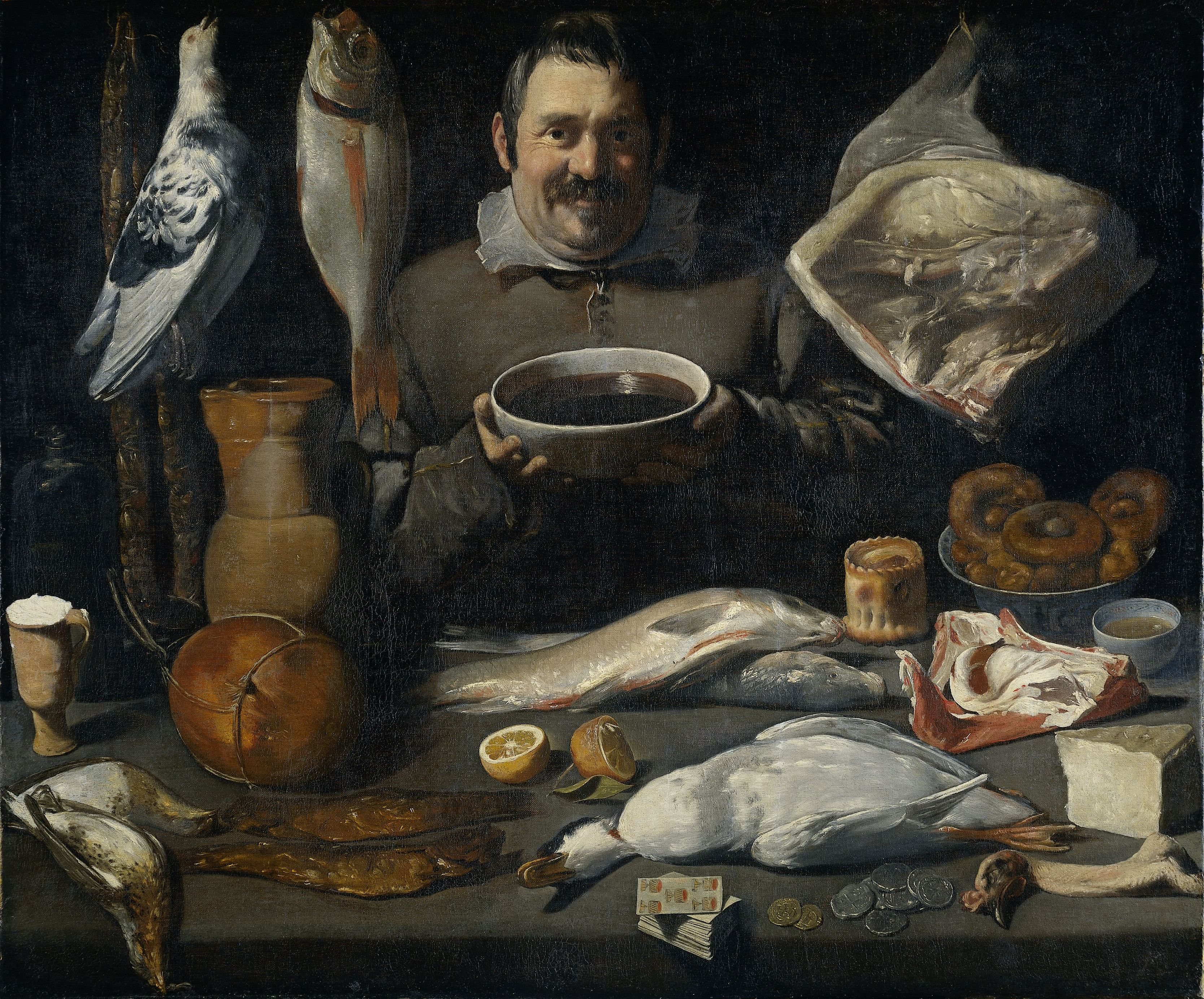
Алехандро де Лоарте, Бодегон, 1625, Амстердам.
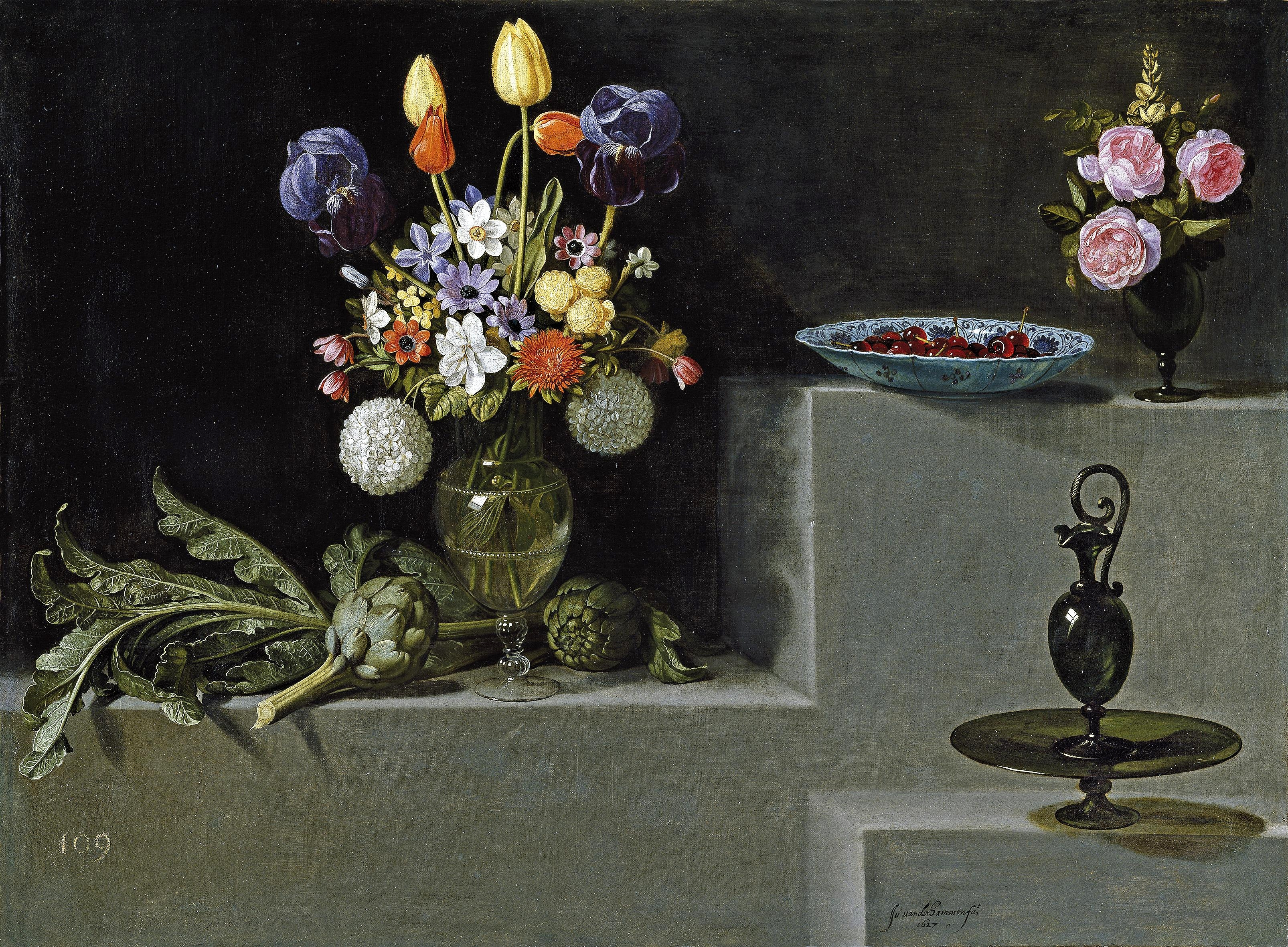
Хуан ван дер Амен, «Натюрморт з артишоками, квітами і скляними посудинами», 1627, Музей Прадо, Мадрид
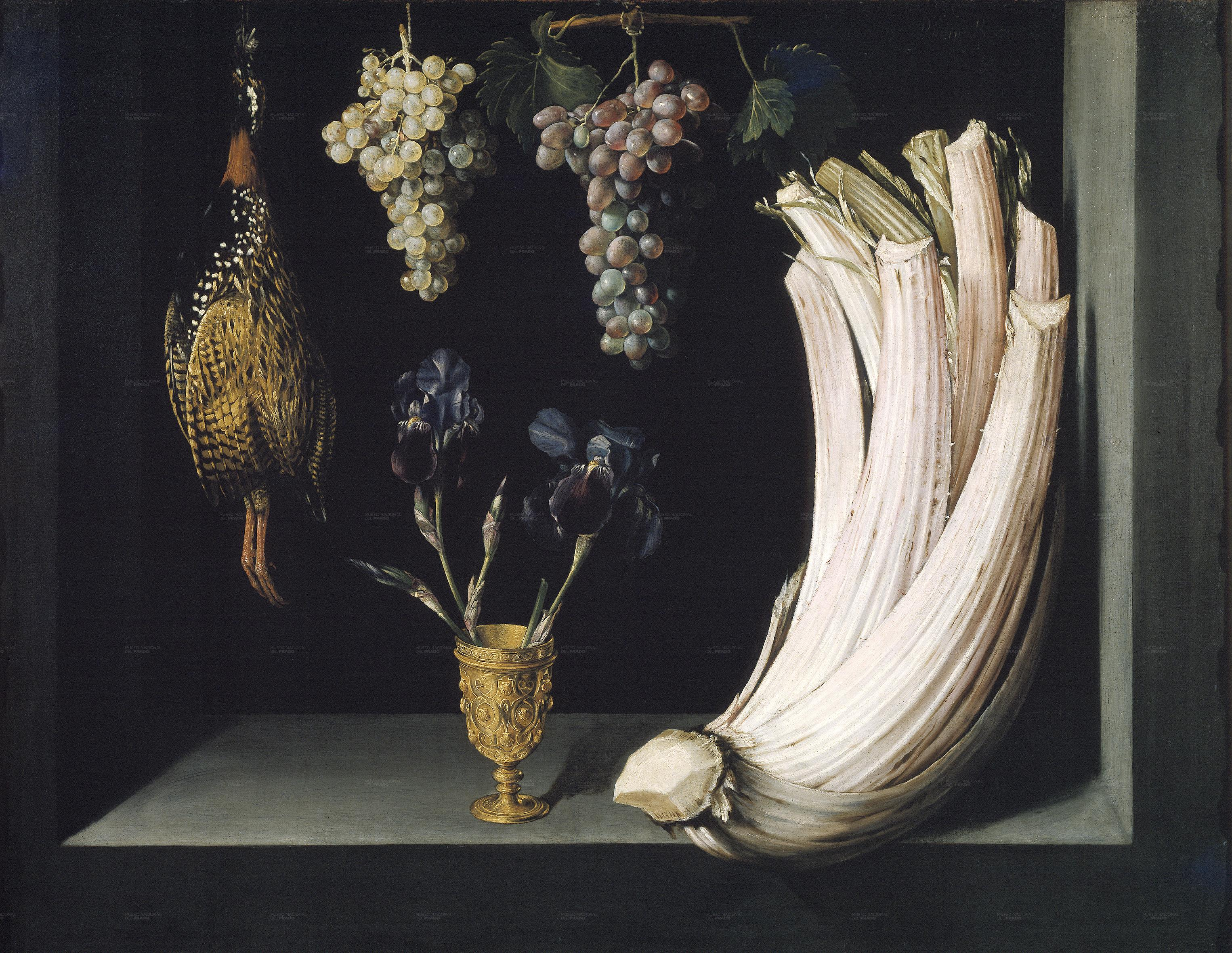
Феліпе Рамірес, «Натюрморт з артишоком, турачом, виноградом і ліліями», 1628, Музей Прадо, Мадрид
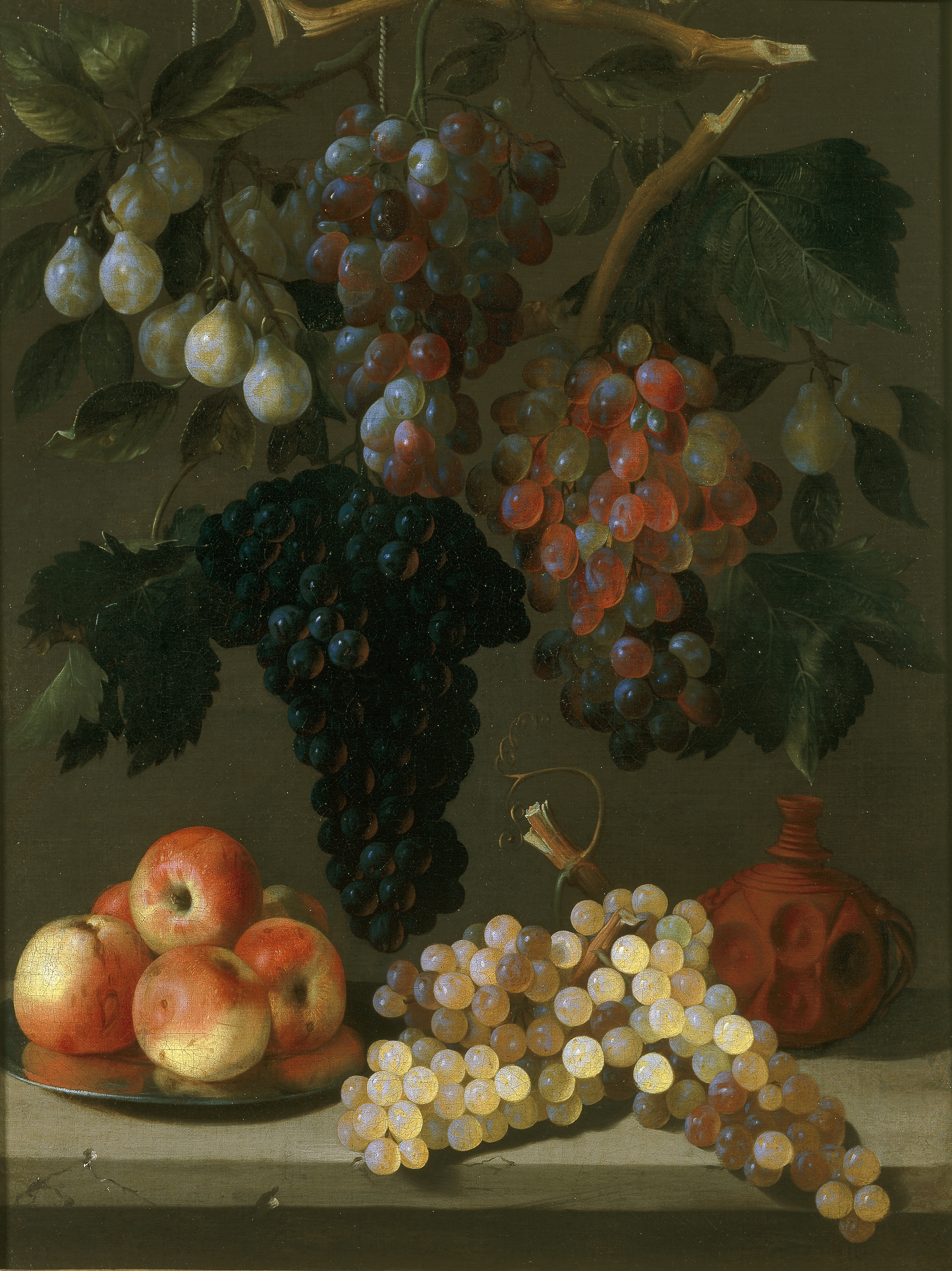
Хуан де Еспіноса, «Натюрморт з яблуками, сливами, виноградом і грушами», бл. 1630, Музей Прадо, Мадрид
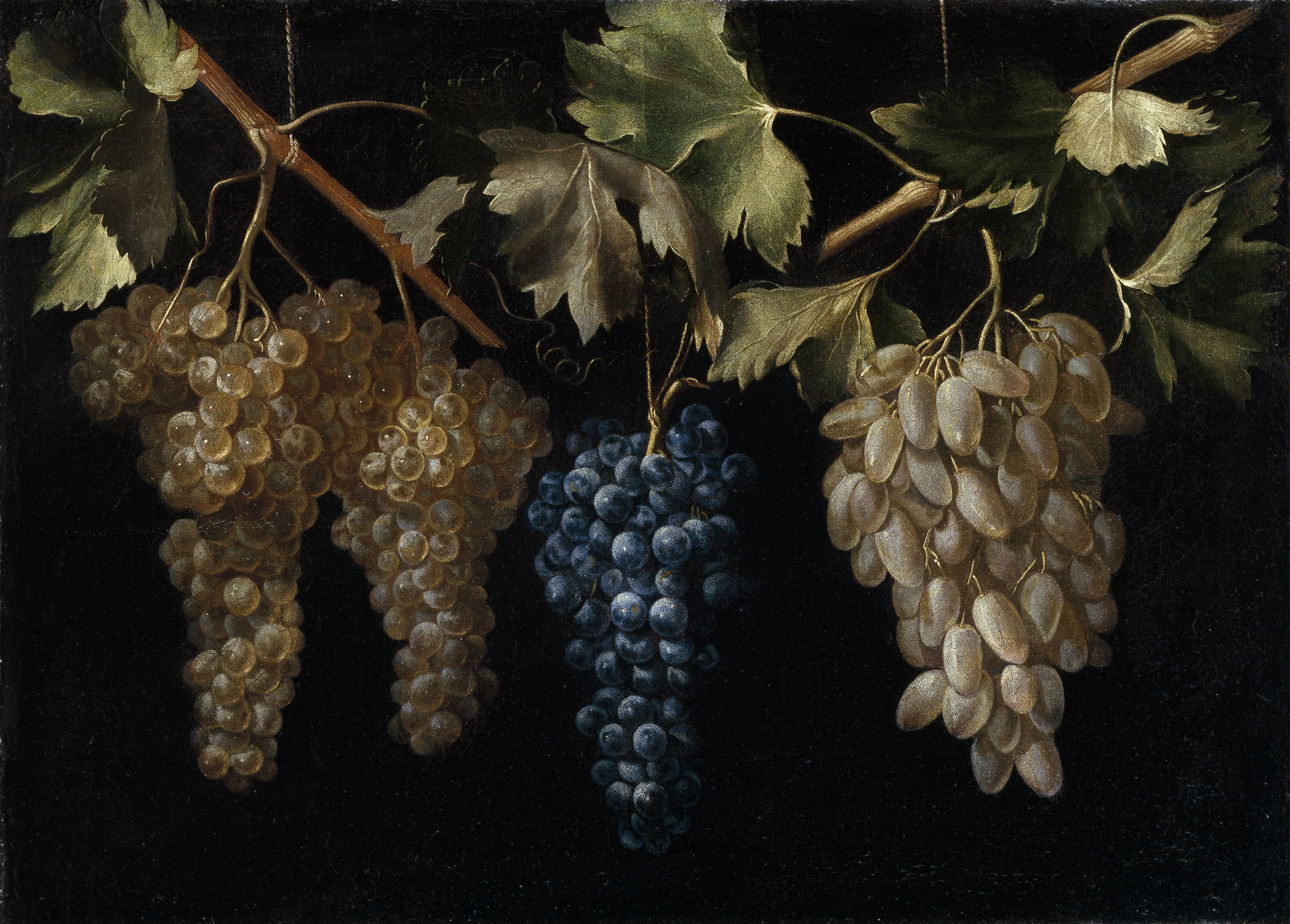
Хуан Фернандес («Ель Лабрадор»), «Чотири грона винограду», бл. 1636, Музей Прадо, Мадрид
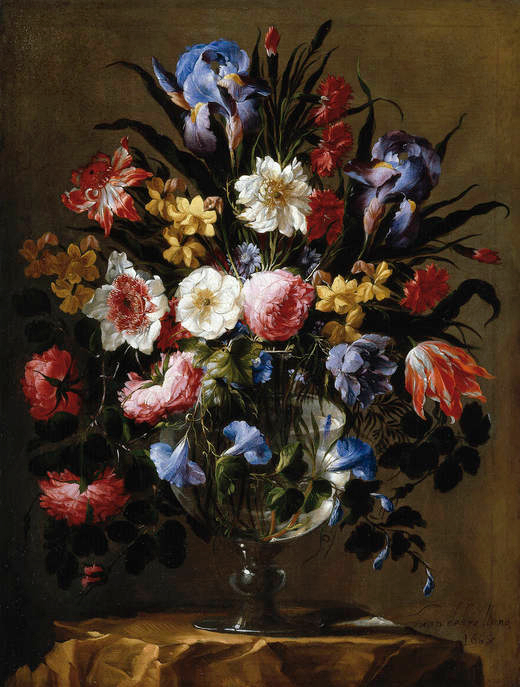
Хуан де Арельяно, «Квіти в кришталевій вазі», 1668, Музей Прадо, Мадрид
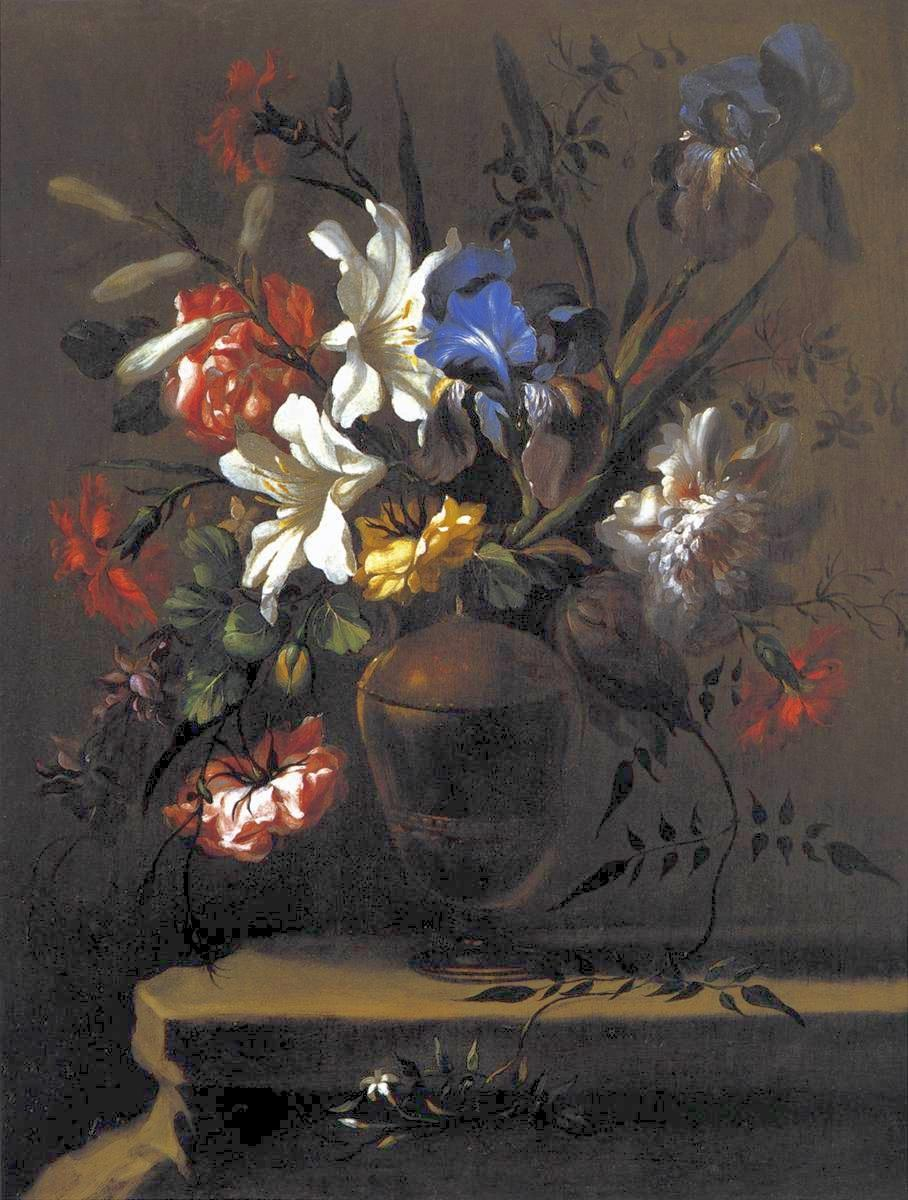
Бартоломе Перес де ла Дехеса, «Ваза з квітами», 1690, приватна збірка
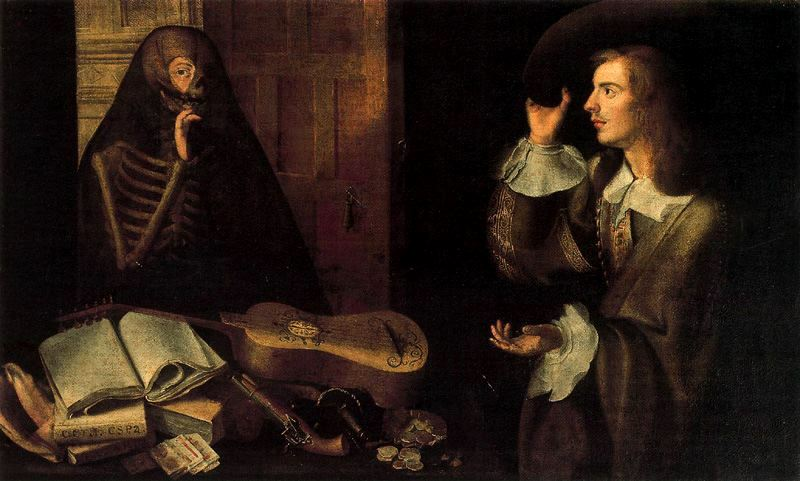
Педро де Кампробін, «Memento mori», Шпиталь де Карідад, Севілья.